# Lehmannita
La lehmannita és un mineral de la classe dels fosfats. Rep el nom en honor de Johann Gottlob Lehmann (4 d'agost de 1719, Langenhennersdorf, Electorat de Saxònia - 22 de gener de 1767, Sant Petersburg, Imperi Rus) destacat mineralogista i geòleg, un dels fundadors de l'estratigrafia.

## Característiques
La lehmannita és un arsenat de fórmula química Na18Cu₁₂TiO₈(AsO₄)₈FCl₅. Va ser aprovada com a espècie vàlida per l'Associació Mineralògica Internacional l'any 2018, sent publicada per primera vegada el 2020. Cristal·litza en el sistema monoclínic. Està estretament relacionada amb l'arsmirandita, amb la qual va ser codescrita.
L'exemplar que va servir per a determinar l'espècie, el que es coneix com a material tipus, es troba conservat a les col·leccions del Museu Mineralògic Fersmann, de l'Acadèmia de Ciències de Rússia, a Moscou (Rússia), amb el número de registre: 5065/1.

## Formació i jaciments
Va ser descoberta a la fumarola Arsenàtnaia, al volcà Tolbàtxik (Krai de Kamtxatka, Rússia), on es troba com a cristalls equants de fins a 20 × 20 × 30 µm, generalment entrecreuats per formar crostes fines de fins a 2 × 3 cm d'àrea. Aquest indret del volcà Tolbàtxik és l'únic indret de tot el planeta on ha estat descrita aquesta espècie mineral.